# Johannes IV. (Trapezunt)
Johannes IV. Komnenos (griechisch Ιωάννης Δ΄ Μέγας Κομνηνός; * 1403; † vor 22. April 1460) war von 1429 bis zu seinem Tode Kaiser und Großkomnene von Trapezunt.

## Leben
Johannes wurde als Sohn des trapezuntischen Kaisers Alexios IV. und dessen Gemahlin Theodora Kantakuzena geboren. Sein Vater erklärte ihn bereits im Jahre 1417 zu seinem Erben, er blieb jedoch weiterhin seinem Vater unterstellt. 1426 tötete er einen Höfling, dem er eine Affäre mit seiner Mutter unterstellte, und wandte sich sodann gegen seine Eltern. Sein Griff nach der Macht wurde von Palastbediensteten vereitelt, und er musste nach Georgien fliehen.      
Im georgischen Exil heiratete er die Tochter des Königs Alexander I. von Georgien. Dennoch gelang es ihm nicht, in Georgien ausreichende Unterstützung für eine Machtübernahme in Trapezunt zu finden. Daher begab er sich 1427 in die genuesische Kolonie Kaffa auf der Krim. Von Kaffa aus kehrte er 1429 auf einer großen genuesischen Galeere, die mit angeworbenen Söldnern bemannt war, nach Trapezunt zurück. Seinen Vater, der ihm nach der Landung mit loyalen Truppen entgegen zog, ließ Johannes mit Hilfe einiger zu ihm übergelaufener trapezuntischer Adeliger im Schlaf ermorden. Sein Bruder Alexander, zwischenzeitlich zum Thronerben ernannt, konnte Johannes nichts entgegensetzen und floh, so dass Johannes Ende Oktober 1429 zum neuen Kaiser von Trapezunt ausgerufen wurde. Eine seiner ersten Amtshandlungen war die Bestrafung der Mörder seines Vaters, dem er ein feierliches Begräbnis ausrichtete. 
Seine Regierungszeit war von Abwehrmaßnahmen gegen die fortwährenden Angriffe der turkmenischen und osmanischen Nachbarn auf das Kaiserreich Trapezunt geprägt. Die erste Herausforderung stellte der Angriff Scheich Dschunaids - Herrschers von Ardabil dar, der Johannes besiegen konnte. Diese Attacke scheiterte jedoch nach einer kurzen Belagerung Trapezunts 1456, die schließlich aufgehoben werden musste.
1442 sandte der osmanische Sultan Murad II. eine Flotte gegen die Küsten Trapezunts. Auch wenn diese Expedition weitestgehend folgenlos blieb, wurden doch einige auf der Krim gelegene Außenposten des trapezuntischen Staates geplündert. Ein Großteil der Flotte wurde auf der Rückfahrt durch einen Sturm vernichtet, und die Osmanen sahen während der weiteren Regierungszeit Murads II. von weiteren Attacken ab. Erst unter dessen Nachfolger Sultan Mehmed II. sollten neuerliche Angriffe erfolgen.
Im Jahre 1451 erschien der byzantinische Diplomat Phrantzes in Trapezunt, um eine trapezuntische oder eine georgische Prinzessin als Braut für den byzantinischen Kaiser Konstantin XI. Palaiologos zu gewinnen. Obwohl diese Mission fehlschlug, trug sie doch dazu bei, die guten Beziehungen zwischen Trapezunt und Byzanz aufrechtzuerhalten.
Nachdem den Osmanen unter Sultan Mehmed II. 1453 die Einnahme Konstantinopels gelungen war, verblieb neben dem Despotat Morea nur noch das Kaiserreich Trapezunt als Überbleibsel byzantinischer Kultur und Tradition. Mehmed II. forderte Johannes sofort nach der Einnahme Konstantinopels zu Tributzahlungen auf und ließ hohe Zölle auf trapezuntische und venezianische Handelstransporte durch den Bosporus erheben.  
Als es Johannes an Kooperationsbereitschaft gegenüber den Osmanen fehlen ließ, beauftragte er den osmanischen Vali von Amasia, Trapezunt von Land und von der See her anzugreifen. Den unausweichlichen Fall seiner Hauptstadt vor Augen, unterwarf sich Johannes schließlich dem Sultan und stimmte einer jährlichen Tributzahlung in Höhe von 2.000 Goldstücken zu. Zum Abschluss des Vertrages entsandte er 1458 seinen Bruder und späteren Nachfolger David an den Hof des Sultans. Dieser erhöhte den jährlichen Tribut indes bald auf 3.000 Goldstücke.  
Johannes IV. war zweimal verheiratet. Seine erste Frau war eine Tochter des georgischen Königs Alexander I. In zweiter Ehe heiratete er eine türkische Prinzessin. Sie gebar ihm eine Tochter namens Theodora. Angesichts des Vormarschs der Osmanen gegen die letzten byzantinischen Außenposten in Griechenland versuchte Johannes, seine Position durch Heiratsallianzen mit den Herrschern angrenzender Gebiete zu stärken. So ehelichte seine Tochter Theodora im Jahr 1458 Uzun Hasan, dem Anführer des turkmenischen Fürstentums Aq Qoyunlu. Theodora, später bekannt als Despina Khatun, war an Uzun Hasans Seite als tatkräftige Diplomatin tätig und hatte unter anderem 1463 vergeblich versucht, ihre von Mehmed II. als Gefangene nach Adrianopel (Edirne) gebrachten Verwandten zu retten. Sie starb einige Zeit nach Uzun Hasans Ableben 1478 in Täbris, der Hauptstadt der Aq Qoyunlu. 
Bereits 1434 hatte Johannes in der Hoffnung, starke Verbündete zu gewinnen, Kontakt zur römisch-katholischen Kirche aufgenommen. So beantwortete er, in Abkehr von der Linie seiner Vorgänger, die jegliche Korrespondenz mit der Kurie abgelehnt hatten, mehrere Briefe des Papstes Eugen IV. Schließlich nahm der Metropolit von Trapezunt sogar am Konzil von Basel teil.  
Die Avancen gegenüber der Kurie wurden jedoch von den schlechten Beziehungen Johannes’ zu Genua, der für Trapezunt wichtigsten westlichen Macht, überschattet. Obwohl Johannes den Thron einer genuesischen Söldnerschar verdankte, versäumte er es mehrfach, bei den Genuesen aufgenommene Kredite zurückzuzahlen. Ferner verweigerte er den Genuesen die Zahlung von Schadensersatz für ein Schiff, das auf sein Geheiß hin beschlagnahmt und geplündert worden war. Die Streitigkeiten mit den Genuesen wurden nie beigelegt und behinderten den Handel im Schwarzen Meer beträchtlich.
Johannes’ feindliche Einstellung gegenüber den Genuesen mag ihre Ursache darin gehabt haben, dass er fürchtete, diese könnten seinen im Exil lebenden Bruder Alexander unterstützen. Alexander war 1429 an den Hof von Byzanz geflüchtet und hatte dort die Tochter des genuesischen Fürsten von Lesbos geheiratet. Wegen der Feindschaft zu den Genuesen pflegte Johannes allerdings bessere Beziehungen zu den mit diesen verfeindeten Venezianern, deren Einfluss im Schwarzmeergebiet dem der Genuesen jedoch nicht gleichkam.
Johannes starb vor dem 22. April 1460. Beerbt wurde er von seinem Bruder David, der der letzte trapezuntische Kaiser sein sollte.
Der am 1. November 1463 in Byzanz zusammen mit Johannes’ IV. Bruder David und dessen Söhnen hingerichtete Prinz Alexios von Trapezunt (* 1454) war ein Neffe Johannes’ IV. und Sohn von dessen Bruder Alexander mit Maria Gattilusio.
Valenza (Eudokia Komnene), die 1413 Niccolò Crispo, Fürst von Syros ehelichte wurde um 1390/1400 geboren und könnte eine Schwester oder Tante Johannes IV. gewesen sein.

## Quelle
- Anthony Kaldellis (Hrsg.), Laonikos Chalkokondylos (Autor): Historiae, Buch 8, Kapitel 46; Buch 9, Kapitel 27–34, Kapitel 70–81; Buch 10, Kapitel 13.   2014.